# Capitudini des arts
Le Capitudini des arts était une représentation spécifique des corporations les plus qualifiées créée dans la République florentine à partir de 1250 pour leur permettre de veiller à la qualité de leurs produits, dans l'intérêt général de la cité, en se gardant des intérêts particuliers propres aux grandes familles nobles.

## Histoire
Avant 1250, existait le Conseil des Cent ou de Credenza, composé des chefs de corporations et de citoyens nobles, le Conseil général et le Conseil spécial, élus parmi les notables. 
Ensuite, le Conseil de Credenza se retrouve réduit à 80 membres et flanqué de deux nouveaux conseils : celui des Capitudini des arts, formé des consuls, capitaines et gonfaloniers de ces arts, et le « conseil des 500 », composé de personnes de toute condition. Venise a connu un peu plus tôt une évolution politique du même type.
La création des Capitudini des arts correspond à une époque marquée par la recherche d'un ouverture démocratique ou au moins méritocratique. Les capitudini des arts qui administraient certaines communes étaient de petits ouvriers étrangers ou des environs de la ville.
Les Florentins, qui cherchaient à se libérer de l'emprise de Frédéric II, créèrent ainsi le gouvernement du Popolo Vecchio (ancien peuple), ou Primo Popolo dont le capitaine du peuple était une des principales figures, avec le conseil des Anciens. Normalement étranger, afin de ne pas subir d'ingérences de la part des puissants de la ville, le capitaine du peuple, exerçait son contrôle sur le podestat, en parallèle avec deux conseils autonomes composés de représentants des « Arts et métiers » ainsi que les gonfaloniers, chefs de compagnies militaires attachées aux diverses paroisses. En pratique le capitaine du peuple servait de contrepoids aux familles nobles.
Les capitudini des arts, ou « capitaine des arts », furent aussi à Florence chargés d'élire tous les six mois les Signori della zecca, les « responsables de l'hôtel des monnaies », des artisans très qualifiés chargés du contrôle de la qualité et de l'honnêteté dans le processus de fabrication des monnaies. Cette organisation, mise en place vers 1250 a permis à la monnaie de la ville, le florin de devenir la monnaie de référence au Moyen Âge. Ce fut en particulier le moyen pour les drapiers de Florence de capter la laine anglaise à leur profit dans les années 1270 contribuant à l'expansion de l'industrie drapière florentine, aux dépens de celle des Flandres. Elle a été copiée à l'occasion de la création d'autres « hôtel des monnaies » dans d'autres villes marchandes.
Le 23 juin 1300, lors d'une procession des offrandes au baptistère de Florence, les Capitudini des arts furent victimes d'une agression de deux membres dominants des deux partis, guelfes et gibelins, à l'époque de Dante et révélatrice de la haine de la noblesse contre le popolo, composé essentiellement de marchands enrichis par l'essor commercial des villes d'Italie entre les XIe et XIVe siècles.